# Smetana (cucina)
La smetana  (protoslavo sъmętana, da sъmětati - buttare, gettare, liberare) è un prodotto caseario ottenuto dalla panna sottoposta a fermentazione lattica, diffusa nell'est Europa. La percentuale di grasso può variare dal 10 al 58%. Oggigiorno la semplicità di produzione ha condotto a una vasta diffusione della smetana in altri paesi. Il prodotto non è utilizzato solo in gastronomia, ma anche nei cosmetici fatti in casa. Può accompagnare piatti dolci, salati, caldi o freddi, e il suo sapore è molto delicato, leggermente acidulo. Non va confusa con la Crème fraîche épaisse francese (conosciuta anche come panna acida), da cui differisce per modalità di produzione, gusto, consistenza e acidità.

## Diffusione e nomenclatura
La smetana è considerata una dei prodotti nazionali più tipici della Russia, Ucraina e Bielorussia. È anche parecchio popolare in altri paesi dell'Europa orientale: nei Paesi Baltici, nell'ex-Germania dell'Est, in Ungheria, Romania e Moldavia e i paesi dell'ex-Jugoslavia e altri, così come in Finlandia alla pari con la panna francese (crème fraîche). 
La crema francese, o Crème fraîche épaisse, si può ottenere anche dalla panna pastorizzata. In Normandia si prepara una salsa per il pesce, le cozze e il montone composta di Calvados e crème fraîche; mentre nella Valle della Loira viene servita come contorno. I prodotti definiti "smetana" o crème fraîche épaisse spesso nei negozi si trovano sullo stesso scaffale e sono a volte prodotti dalla stessa azienda. Inoltre, spesso su una stessa confezione sono presenti entrambe le denominazioni. Ormai si trova in commercio in Italia anche se non fa parte della cucina italiana. È tuttavia possibile reperirla nei negozi o nei mercati che trattano alimenti di provenienza estera, denominata a seconda della zona di provenienza.
Conosciuto come smetana questo prodotto si è diffuso in Russia, Ucraina, Bielorussia («смятана / śmiatana») e Finlandia (smetana e crème fraîche). In tedesco la smetana è chiamata Schmand, in sloveno kisla smetana, in polacco śmietana, in bulgaro заквасена сметана, in slovacco kyslá smotana, in ceco zakysaná smetana, e in romeno smântână. Nei seguenti paesi, questo prodotto ha nomi diversi da quelli citati: in Francia, Inghilterra, Spagna, Italia, Danimarca e Bielorussia il nome deriva da сrème fraîche; in Ungheria si chiama tejföl o tejfel, in Estonia hapukoor, in Lituania grietinė, in Lettonia skābs krējums, in Serbia e Macedonia del Nord pavlaka o mileram, in Bosnia povlaka e in Croazia kiselo vrhnje.
In base al Certificato di Conformità GOST R 31452-2012, in Russia la smetana che contiene grassi vegetali non può essere chiamata "Smetana". Quindi viene commercializzata con nomi simili come Smetànka, Smetànočka, Smetànovna e altri.

## La smetana in cucina
La smetana nella cucina dell'Europa dell'est (russa, ucraina, bielorussa) è la salsa più popolare per i primi piatti (es. le zuppe šči, boršč, soljanka, okroška, rassol’nik, zuppa con noodle e altre), bliny, olad'i e syrniki, pel’meni, varenyki, golubcy e peperoni ripieni. Un piatto tipico sono le patate novelle lesse, ricoperte di smetana e cosparse di aneto o erba cipollina. La smetana spesso si usa anche con il brasato di carne (manzo alla Stroganoff) e con le verdure. I carassi con la smetana sono ben conosciuti, e nella smetana spesso si cuociono anche il pesce persico e il luccio. I funghi nella smetana sono un altro piatto molto rinomato.
Con la smetana si condiscono le insalate, in particolare quelle di verdure fresche; la si usa al posto della maionese nelle insalate russe tradizionali come la oliv'e (che è conosciuta nel mondo come insalata russa) o sel’d’ pod šuboj. La smetana spesso si usa cotta al forno, aggiungendola all'impasto e preparando una crema a base di smetana per torte. Spesso entra come componente nel pudding e nella zapekanka. Il dessert standard delle tavole sovietiche e russe è la smetana con lo zucchero; alla smetana si aggiunge anche lo tvorog e viene servita con le mele cotte.
La smetana è ampiamente utilizzata anche nelle altre cucine della Russia e dell'ex Urss. Così, nella cucina estone sono estremamente rinomati gli antipasti a base di aringa e smetana: sil'd hapukoorega (sel'dama). La si usa per il ripieno tradizionale moldavo mamalýga e la zuppa ciorbă, e persino nella preparazione del piatto di carne moussakà. Nelle cucine dei popoli del Caucaso del Nord sulla base della smetana si preparano svariate salse piccanti.

## La produzione della smetana
Nel passato, prima dell'invenzione del separatore, la smetana si otteneva in modo piuttosto semplice; dal latte cagliato si toglieva («сметали», letteralmente "si spazzava via") uno strato superiore che era stato fatto decantare e lo si conservava in un luogo refrigerato.
Ai giorni nostri, nella produzione industriale della smetana, viene prima separato il latte, ossia si separa la panna dal latte scremato. Successivamente la panna è sottoposta a un processo di normalizzazione, il quale fornisce alla panna il grasso necessario. 
Per eliminare la flora patogena si pastorizza la panna normalizzata (attraversa un processo di riscaldamento nel pastorizzatore). Dopodiché, all'aggiunta del lievito, la panna aumenta di volume.
La panna si acidifica mediante dei mesofili e/o streptococcus thermophilus. Una volta che la panna raggiunge l'acidità necessaria, viene fatta raffreddare a 8 °C e lasciata a maturare per circa una giornata, dopodiché la panna si trasforma in smetana, diventa densa e acquista il suo caratteristico gusto peculiare.